# فيليب ستيرن
فيليب ستيرن (بالفرنسية: Philippe Stern) هو مؤرخ الفن فرنسي، ولد في 11 أبريل 1895، وتوفي في 4 أبريل 1979 في باريس في فرنسا.